# Rishi

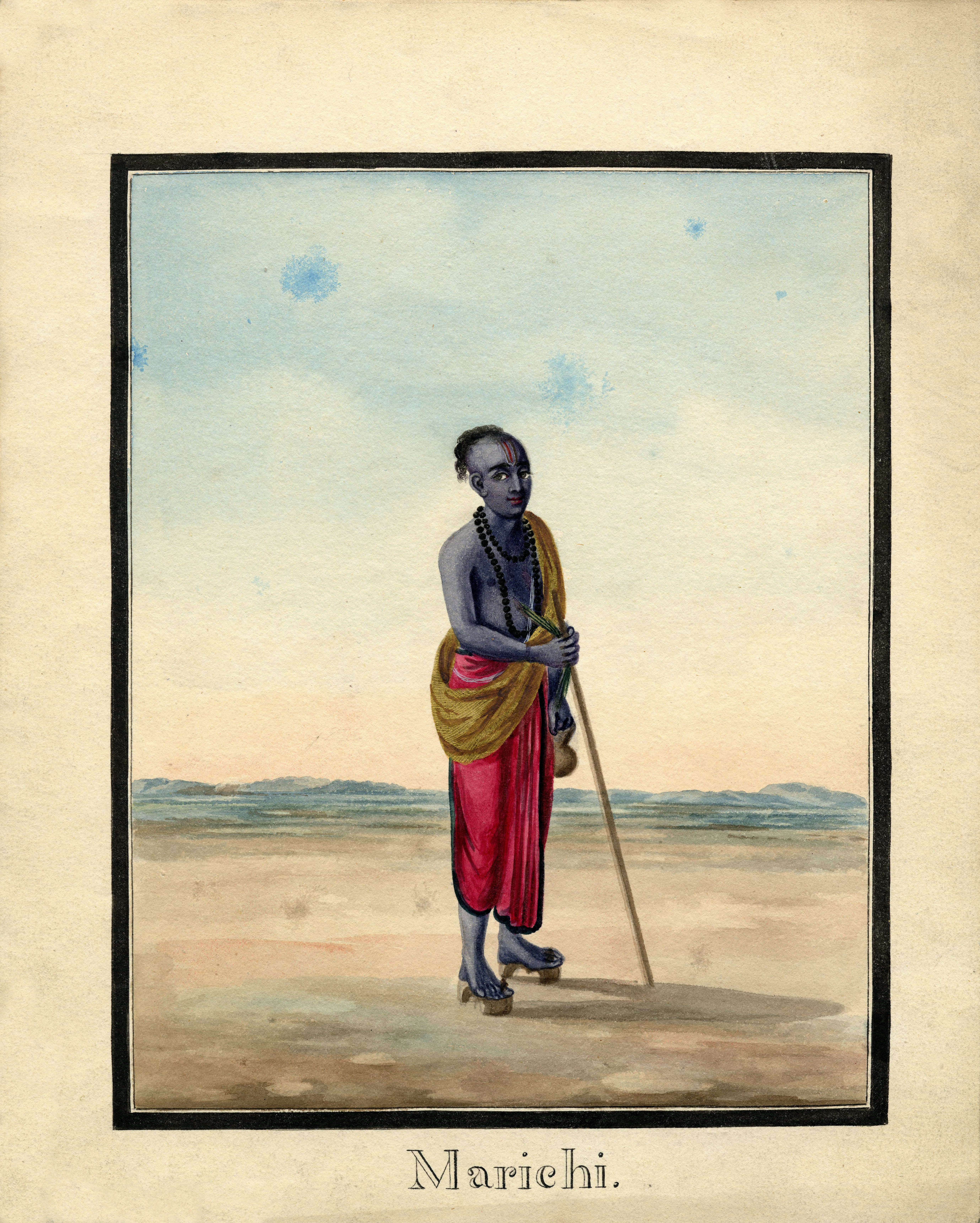
Marichi, un rishi e hijo de Brahma

En el marco del hinduismo, rishi (en hindi: ‘sabio, santo’, sánscrito ऋषि ṛṣi) se refiere a alguno de los grandes * sabios de la antigüedad védica, como Kasiapa, Vishuámitra o Vásista.

## Etimología
La etimología del término es desconocida.
- Hay un cognado avéstico: ərəšiš, un ‘éxtasis religioso’ (según Iasna 31.5).
- Monier-Williams sugiere tentativamente una derivación de driś: ‘ver’ (un sabio sería alguien que ve más que las personas comunes). También lo compara con el antiguo irlandés arsan: ‘anciano sabio’.[1]
- Una sugerencia de Julius Pokorny conecta rishi con una raíz PIE (idioma protoindoeuropeo) hersh: ‘elevado, protuberante’, en el sentido de excelente y egregio (cognado al inglés arse).
- Manfred Mayrhofer, en su Etymological Dictionary prefiere una conexión con risha: ‘derramar, fluir’ (PIE hersh), o con ras ‘gritar’.

## Veedor de los «Vedas»
En los Vedas (textos sagrados del hinduismo), el término rishi denota a un sacerdote que canta los himnos sagrados, a un poeta inspirado o a un sabio, o cualquier persona que invoca a los dioses mediante un mantra repetido rítmicamente o una canción de carácter sagrado.
En particular, rishi se refiere a los autores de los himnos del Rig-veda. Las generaciones posteriores consideraron a los rishis como los héroes y patriarcas de otros países, constituyendo un tipo particular de seres en el primer sistema mítico, como distintos de los asuras, los devas y los mortales.
En el Rig-veda-anukramani se encuentra una lista de ocho rishis principales:
- Agastia.
- Anguira
- Atri
- Bharad-Vaya
- Gritsa Madá
- Vamadeva
- Vásista
- VisuaMitra

## Los siete sabios
En los Bráhmanas (pertenecientes a cada uno de los cuatro Vedas), se nombran siete rishis principales (los saptarshi) como típicos representantes del carácter y el espíritu del mítico periodo prehistórico.
En el Shatápatha-bráhmana (14.5.2.6), sus nombres son:
- Gautama
- Bharad Vaya
- VisuáMitra
- Yamad Agní
- Vásista
- Kasiapa
- Atri.

En el Majábharata (libro 12) son otros:
- Márichi
- Atri
- Anguiras
- Pulaja
- Kratu
- Pulastia
- Vásista.
- Us.

Además de estos Saptarshi principales, hay otra clasificación de sabios. En orden de importancia, son:
- los brahmarshis (‘sabios [unidos al] Brahman’, como Viasa).
- los majarshis (‘grandes sabios’) y
- los rayarshis (‘reyes [entre los] sabios’).

## En astronomía y medicina
En la astronomía hindú, los Saptarshi forman la constelación de la Osa Mayor, según el Rig-veda (10, 82, 2) y el Átharva-veda (60, 40, 1).
Según el Aiurveda (texto de medicina hindú), los siete sabios saptarshi también representan metafóricamente los siete sentidos o los siete aires vitales.